# Bill May
William May (conocido como Bill May; 17 de enero de 1979) es un deportista estadounidense que compitió en natación sincronizada. Ganó seis medallas en el Campeonato Mundial de Natación entre los años 2015 y 2024.

## Palmarés internacional
| Campeonato Mundial | Campeonato Mundial | Campeonato Mundial | Campeonato Mundial |
| Año                | Lugar              | Medalla            | Prueba             |
| ------------------ | ------------------ | ------------------ | ------------------ |
| 2015               | Kazán (Rusia)      | Medalla de oro     | Dúo técnico mixto  |
| 2015               | Kazán (Rusia)      | Medalla de plata   | Dúo libre mixto    |
| 2017               | Budapest (Hungría) | Medalla de bronce  | Dúo técnico mixto  |
| 2017               | Budapest (Hungría) | Medalla de bronce  | Dúo libre mixto    |
| 2023               | Fukuoka (Japón)    | Medalla de plata   | Rutina acrobática  |
| 2024               | Doha (Catar)       | Medalla de bronce  | Rutina acrobática  |